# WM 엔터테인먼트
WM 엔터테인먼트는 대한민국의 연예기획사이다.
2011년 4월 23일에 데뷔한 보이 그룹 B1A4를 비롯하여, 2015년 4월 21일 데뷔한 걸 그룹 오마이걸, 2017년 8월 3일 데뷔한 보이 그룹 온앤오프, 2022년 10월 12일 데뷔한 솔로 가수 이채연 등을 배출했다.
2021년 3월, RBW그리고 CJ ENM가 WM 엔터테인먼트의 지분 70% 이상을 확보하여 RBW뿐만 아니라 CJ ENM의 자회사로 편입되었다.

## 소속 연예인
| 직업 | 아티스트명 | 구성원                             | 데뷔연도 | 리더       | 탈퇴       |
| ---- | ---------- | ---------------------------------- | -------- | ---------- | ---------- |
| 가수 | B1A4       | 신우, 산들, 공찬                   | 2011     |            | 진영, 바로 |
| 가수 | 오마이걸   | 효정, 미미, 유아, 승희, 유빈, 아린 | 2015     | 효정       | 진이, 지호 |
| 가수 | 온앤오프   | 효진, 이션, 승준, 민균, 와이엇, 유 | 2017     | 효진, 승준 | 라운       |
| 가수 | 이채연     | 이채연                             | 2018     |            |            |
| 배우 | 이규형     | 이규형                             | 2020     |            |            |

## 과거 소속 연예인
| 소속 연예인 | 직업       | 데뷔   | 합류   | 이적   | 이적 소속사          |
| ----------- | ---------- | ------ | ------ | ------ | -------------------- |
| 안진경      | 가수       | 2001년 | 2009년 | 2010년 | 원앤원스타즈         |
| 진이        | 가수       | 2015년 | 2015년 |        |                      |
| 공지호      | 배우       | 2015년 | 2015년 | 2022년 | 피앤드스튜디오       |
| 진영        | 가수, 배우 | 2011년 | 2011년 | 2018년 | 비비엔터테인먼트     |
| 차선우      | 가수, 배우 | 2011년 | 2011년 | 2018년 | 호두앤유엔터테인먼트 |
| 차윤지      | 가수, 배우 | 2017년 | 2017년 |        |                      |
| 라운        | 가수       | 2017년 | 2017년 |        |                      |
| 공찬        | 가수, 배우 | 2011년 | 2011년 | 2024년 |                      |

## 연도별 배출아티스트
| 연도   | 아티스트 | 형태 | 구성원                             | 데뷔년도 | 색깔                                  | 팬클럽 | 리더       | 이전 구성원 |
| ------ | -------- | ---- | ---------------------------------- | -------- | ------------------------------------- | ------ | ---------- | ----------- |
| 2009년 | 태군     | 솔로 | -                                  | 2009년   | 없음                                  |        |            |             |
| 2010년 | H-유진   | 솔로 | -                                  | 2006년   | 없음                                  |        |            |             |
| 2010년 | 안진경   | 솔로 | -                                  | 2001년   | 없음                                  |        |            |             |
| 2011년 | B1A4     | 그룹 | 신우, 산들, 공찬                   | 2011년   | 파스텔 애플라임                       | BANA   | 없음       | 진영, 바로  |
| 2015년 | 오마이걸 | 그룹 | 효정, 미미, 유아, 승희, 유빈, 아린 | 2015년   | 라벤더 로즈, 프림 로즈, 블리자드 블루 | 미라클 | 효정       | 진이, 지호  |
| 2017년 | 아이     | 솔로 | -                                  | 2017년   | 없음                                  |        |            |             |
| 2017년 | 온앤오프 | 그룹 | 효진, 이션, 승준, 와이엇, 유, 민균 | 2017년   | 없음                                  | 퓨즈   | 효진, 승준 | 라운        |
| 2018년 | 이채연   | 솔로 | -                                  | 2018년   | 없음                                  |        |            |             |
| 2020년 | 이규형   | 배우 | -                                  | 2020년   | 없음                                  |        |            |             |

## 레이블사
- 포니캐년 (2009년 ~ 2014년)
- kakao M (2015년 ~ 2019년), 소니뮤직 (2020년 ~ 현재) (B1A4, 오마이걸, 온앤오프)
- 스톤뮤직 엔터테인먼트 (2017년 ~ 2021년) (온앤오프)